# Eiskunstlauf-Weltmeisterschaften 1949
Die 40. Eiskunstlauf-Weltmeisterschaften fanden vom 16. bis 18. Februar 1949 in Paris (Frankreich) statt.
Im Herrenbewerb gewann erwartungsgemäß der Vorjahresweltmeister und Olympiasieger Richard Button. Im Damenbewerb hingegen war die Olympiazweite Eva Pawlik die Favoritin. Die amtierende Europameisterin aus Österreich konnte jedoch bei den Weltmeisterschaften 1949 wegen eines gebrochenen Absatzes ihres Eisschuhs zur Kür nicht mehr antreten. Die Vize-Europameisterin Alena Vrzáňová nützte ihre Chance und gewann ihr erstes WM-Gold.

## Ergebnisse

### Herren
| Platz | Sportler           | Land               |
| ----- | ------------------ | ------------------ |
| 1     | Richard Button     | Vereinigte Staaten |
| 2     | Ede Király         | Ungarn             |
| 3     | Edi Rada           | Österreich         |
| 4     | James Grogan       | Vereinigte Staaten |
| 5     | Helmut Seibt       | Österreich         |
| 6     | Hayes Alan Jenkins | Vereinigte Staaten |
| 7     | Austin Holt        | Vereinigte Staaten |
| 8     | Carlo Fassi        | Italien            |
| 9     | Per Cock-Clausen   | Dänemark           |
| 10    | Jean Vives         | Frankreich         |

Punktrichter waren:
- E. Kucharz  Österreich
- H. Meistrup  Dänemark
- Ferenc Kertész  Ungarn
- M. Verdi  Italien
- Harold G. Storke  Vereinigte Staaten

### Damen
| Platz | Sportlerin            | Land                   |
| ----- | --------------------- | ---------------------- |
| 1     | Alena Vrzáňová        | Tschechoslowakei       |
| 2     | Yvonne Sherman        | Vereinigte Staaten     |
| 3     | Jeannette Altwegg     | Vereinigtes Königreich |
| 4     | Jiřina Nekolová       | Tschechoslowakei       |
| 5     | Bridget Shirley Adams | Vereinigtes Königreich |
| 6     | Andra McLauchlin      | Vereinigte Staaten     |
| 7     | Virginia Baxter       | Vereinigte Staaten     |
| 8     | Dagmar Lerchová       | Tschechoslowakei       |
| 9     | Jacqueline du Bief    | Frankreich             |
| 10    | Barbara Wyatt         | Vereinigtes Königreich |
| 11    | Helen Uhl             | Vereinigte Staaten     |
| 12    | Valda Osborn          | Vereinigtes Königreich |
| 13    | Beryl Beiley          | Vereinigtes Königreich |
| 14    | Lilly Fuchs           | Österreich             |
| 15    | Liliane Madaule       | Frankreich             |
|       | Eva Pawlik (Z)        | Österreich             |
|       | Joan Lister (Z)       | Vereinigtes Königreich |

- Z = Zurückgezogen

Punktrichter waren:
- A. Rosdol  Österreich
- Georges Torchon  Frankreich
- Kenneth Beaumont  Vereinigtes Königreich
- Ferenc Kertész  Ungarn
- J. Vosolsobe  Tschechoslowakei
- Harold G. Storke  Vereinigte Staaten
- Dr. J. Koch  Schweiz

### Paare
| Platz | Sportlerin                           | Land                   |
| ----- | ------------------------------------ | ---------------------- |
| 1     | Andrea Kékesy / Ede Király           | Ungarn                 |
| 2     | Karol Kennedy / Peter Kennedy        | Vereinigte Staaten     |
| 3     | Anne Davies / Carleton Hoffner       | Vereinigte Staaten     |
| 4     | Marianna Nagy / László Nagy          | Ungarn                 |
| 5     | Herta Ratzenhofer / Emil Ratzenhofer | Österreich             |
| 6     | Jennifer Nicks / John Nicks          | Vereinigtes Königreich |
| 7     | Běla Zachová / Jaroslav Zach         | Tschechoslowakei       |
| 8     | Eliane Steinemann / André Calame     | Schweiz                |
| 9     | Elly Stärck / Harry Gareis           | Österreich             |
| 10    | Denise Favart / Jacques Favart       | Frankreich             |
| 11    | Suzanne Gheldorf / Jacques Rénard    | Belgien                |
| 12    | Pamela Davis / Peter Scholes         | Vereinigtes Königreich |

Punktrichter waren:
- A. Rosdol  Österreich
- Georges Torchon  Frankreich
- Mollie Phillips  Vereinigtes Königreich
- Ferenc Kertész  Ungarn
- E. Finsterwald  Schweiz
- J. Vosolsobe  Tschechoslowakei
- Harold G. Storke  Vereinigte Staaten

## Medaillenspiegel
| Platz | Land                   | Gold | Silber | Bronze | Gesamt |
| ----- | ---------------------- | ---- | ------ | ------ | ------ |
| 1     | Vereinigte Staaten     | 1    | 2      | 1      | 4      |
| 2     | Ungarn                 | 1    | 1      | –      | 2      |
| 3     | Tschechoslowakei       | 1    | –      | –      | 1      |
| 4     | Österreich             | –    | –      | 1      | 1      |
| 4     | Vereinigtes Königreich | –    | –      | 1      | 1      |